# SARON
SARON (Swiss Average Rate Overnight) és l'índex mitjà de referència pel tipus d'interès al mercat interbancari del franc suís. Va ser llançat pel Banc Nacional Suís (SNB) en cooperació amb SIX Swiss Exchange. El tipus de referència es basa en dades del mercat interbancari proporcionades per Eurex Zurich Ltd. Va reemplaçar l'antic Repo Overnight Index (SNB). Hi ha plantejaments de fer-lo servir com a substitut de les referències actuals com a referència per als crèdits hipotecaris i els productes financers.